# Iron Cross
Az Iron Cross egy nyolcvanas években alakult punkegyüttes. Hardcore punkot és Oi!-t játszanak.

## Története
Megalakulásuk pontos dátuma ismeretlen, de valószínűleg 1982-ben jöttek létre. A tagok Washingtonból, illetve Baltimore-ból származnak. Ők voltak az első olyan amerikai együttes, melynek tagjai skinheadek voltak. A tagok a középiskolában találkoztak össze egymással, majd saját együttest alapítottak. Eredetileg "Broken Cross" volt a nevük, ekkor Dante Ferrando, Mark Haggerty, Sab Grey és John Falls alkották a zenekart, majd Grey javaslatára felvették az Iron Cross nevet. A tagcserék sűrűek voltak a zenekarban, melynek következtében 1985-ben kénytelenek voltak feloszlani. A zenészek később más zenekarokba mentek át, más zenei stílusokat kezdtek (például alternatív rock, rockabilly). Az évek alatt azonban újból összeálltak, holott az utóbbi években már kevésbé aktívak, inkább csak koncertezni állnak össze. Nevük miatt, és a miatt, hogy skinheadek alkotják a zenekart, kritikákat is kaptak - de az énekes (és az egyetlen eredeti tag), Sab Grey tagadta, hogy náci ideológiát vagy fasiszta elveket követnének. Lemezeiket a Dischord Records kiadó dobta piacra.

## Különlegességek
A "Crucified" című számukat a népszerű Agnostic Front is feldolgozta.

## Tagok
Utolsó felállás
- Sab Grey - éneklés
- Scott Powers - dobok
- Dimitri Medevev - basszusgitár (2012-ben elhunyt)
- Mark Linskey - gitár
- Shadwick Wilde - gitár

Ez volt az Iron Cross 2009-es felállása.

## Diszkográfia
- Skinhead Glory (EP, 1982)
- Hated and Proud (EP, 1983)
- Koi Records Split Volume 5 (split lemez a Keyside Strike-kal, 2009)
- Live for Now! (2001)
- Two Pieces and a Biscuit (2007, split lemez a The Royal Americans-szel)